# Nejlikbroskskivling
Nejlikbroskskivling eller nejlikbrosking , Marasmius oreades, är en svampart som tillhör divisionen basidiesvampar. Den beskrevs först av Bolton och fick sitt nu gällande namn av Elias Fries 1836. Nejlikbrosking ingår i släktet Marasmius och familjen Marasmiaceae. Arten är reproducerande i Sverige. Inga underarter finns listade.

## Kännetecken
Nejlikbroskskivlingen är en oansenlig, liten svamp, gulbrun till blekt beige, med 2-6 cm stor hatt. Hatten är som ung välvd men får senare en svag puckel. Foten är cirka 4-7 cm hög, smal och mycket seg. Den har en doft som påminner om kryddnejlika och bittermandel.

## Växtsätt och utbredning
Svampen är allmän i södra och mellersta Sverige och växer mellan maj och november på ängar och gräsmattor, i hagar och vid vägkanter, i så kallade häxringar. Dessa ringar uppstår genom att svampens mycel växer utåt från platsen där sporerna först grott. Även om fruktkropparna inte vuxit upp syns ofta mycelets närvaro genom kraftigare gräsväxt i ringen.

## Användning
Nejlikbroskskivlingen är en utmärkt matsvamp som kan stekas eller friteras. Den kan också torkas och malas för att användas som krydda vid matlagningen. Endast hatten används. Elias Fries skrev i Sveriges ätliga och giftiga svampar (1860-1866): "Ehuru ätlig och välsmakande är den som näringsmedel af föga vigt, men mycket eftersökt och värderad som krydda på köttsoppor o.s.v., hvilka den meddelar en ganska angenäm smak."
Svampen kan förväxlas med den giftiga gifttrattskivling, som dock har tätare skivor och luktar annorlunda, eller gul åkerskivling, som inte är giftig men inte heller är någon matsvamp.